# Palette (canção)
"Palette" (em coreano: 팔레트; Palleteu) é uma canção da cantora sul-coreana IU, gravada para seu quarto álbum de estúdio homônimo. A faixa conta com a participação do cantor e rapper G-Dragon, responsável juntamente com IU, por sua composição. "Palette" foi lançada em 21 de abril de 2017, como o terceiro single e a faixa título do álbum Palette. Após seu lançamento alcançou a primeira posição na parada da Gaon.
Inspirada pelo seu aniversário de 25 anos, "Palette" é um reflexo autobiográfico da cantora em seu processo de crescimento como alguém em seus vinte anos. Liricamente, IU detalha sobre sua auto-confiança e conhecimentos adquiridos sobre si com a idade. G-Dragon se junta a canção, oferecendo sábios conselhos e motivação a ela, com base em sua própria experiência como um alguém que entrou em seus trinta anos.

## Desempenho nas paradas
| Paradas (2017)                | Melhor posição |
| ----------------------------- | -------------- |
| Gaon Weekly Digital Chart     | 1              |
| Gaon Weekly Download Chart    | 1              |
| Billboard World Digital Songs | 4              |

## Vitórias em programas de música
| Canção    | Programa               | Data                |
| --------- | ---------------------- | ------------------- |
| "Palette" | M Countdown (Mnet)     | 27 de abril de 2017 |
| "Palette" | M Countdown (Mnet)     | 4 de maio de 2017   |
| "Palette" | Show! Music Core (MBC) | 29 de abril de 2017 |
| "Palette" | Show! Music Core (MBC) | 6 de maio de 2017   |
| "Palette" | Inkigayo (SBS)         | 30 de maio de 2017  |
| "Palette" | Inkigayo (SBS)         | 7 de maio de 2017   |
| "Palette" | Inkigayo (SBS)         | 14 de maio de 2017  |
| "Palette" | Music Bank (KBS2)      | 5 de maio de 2017   |
| "Palette" | Music Bank (KBS2)      | 19 de maio de 2017  |
| "Palette" | Show Champion (MBC)    | 17 de maio de 2017  |